# Bronisław Layer
Bronisław Layer (ur. 21 czerwca 1892, zm. 20 lutego 1924 w Krakowie) – kapitan piechoty Wojska Polskiego, kawaler Orderu Virtuti Militari.

## Życiorys
Urodził się 21 czerwca 1892. W czasie I wojny światowej walczył w szeregach cesarskiej i królewskiej Armii. Na stopień podporucznika rezerwy został mianowany ze starszeństwem z 1 lutego 1918 w korpusie oficerów piechoty, a jego oddziałem macierzystym był c. i k. Pułk Piechoty Nr 80.
Do Wojska Polskiego został przyjęty z byłej armii austro-węgierskiej. Służył w 16 Pułk Piechoty w Tarnowie. W jego szeregach wziął udział w wojnie z Czechami otrzymując dekret pochwalny za waleczność, a następnie w wojnie z bolszewikami. 6 września 1920 na czele 8. kompanii wyróżnił się męstwem w walkach pod Krasnem. 19 sierpnia 1920 został zatwierdzony z dniem 1 kwietnia 1920 w stopniu kapitana, w piechocie, w grupie oficerów byłej armii austro-węgierskiej, a 3 maja 1922 zweryfikowany w tym stopniu ze starszeństwem z 1 czerwca 1919 i 774. lokatą w korpusie oficerów piechoty. Zmarł 20 lutego 1924 w Krakowie.

## Ordery i odznaczenia
- Krzyż Srebrny Orderu Wojskowego Virtuti Militari nr 605[14] – 22 lutego 1921[15][16][17]

W czasie służby w c. i k. Armii otrzymał:
- Srebrny Medal Waleczności 1 klasy dwukrotnie,
- Srebrny Medal Waleczności 2 klasy,
- Brązowy Medal Waleczności,
- Krzyż Wojskowy Karola[18].